# Тереза Авильская
Тере́за А́вильская (Тереза Иисусова, Тереса де Аумада, исп. Teresa de Ávila, Teresa de Jesús, имя в миру — Тере́са Са́нчес Сепе́да д'Áвила-и-Аума́да (исп. Teresa Sánchez Sepeda de Ávila-y-Aumada); 28 марта 1515, Авила, Королевство Кастилия, Королевство Кастилия и Леон — 15 октября 1582, Monastery of the Anunciación, Альба-де-Тормес, Королевство Кастилия и Леон) — испанская монахиня-кармелитка, католическая святая, автор мистических сочинений, реформатор кармелитского ордена, создательница орденской ветви «босоногих кармелиток». Католическая церковь причисляет её к Учителям Церкви. Считается одним из лучших писателей испанского золотого века и первой испанской писательницей.

## Биография
Тереза родилась 28 марта 1515 года в Авиле в семье благородного дворянина Алонсо Санчеса де Сепеды, потомка семьи крещёных евреев. Кроме Терезы, у её матери Беатрис д’Авила-и-Аумады была ещё одна дочь и семеро сыновей. У отца Терезы было также трое детей от первого брака. Полное имя Терезы — Тереса Санчес Сепеда д’Авила-и-Аумада.

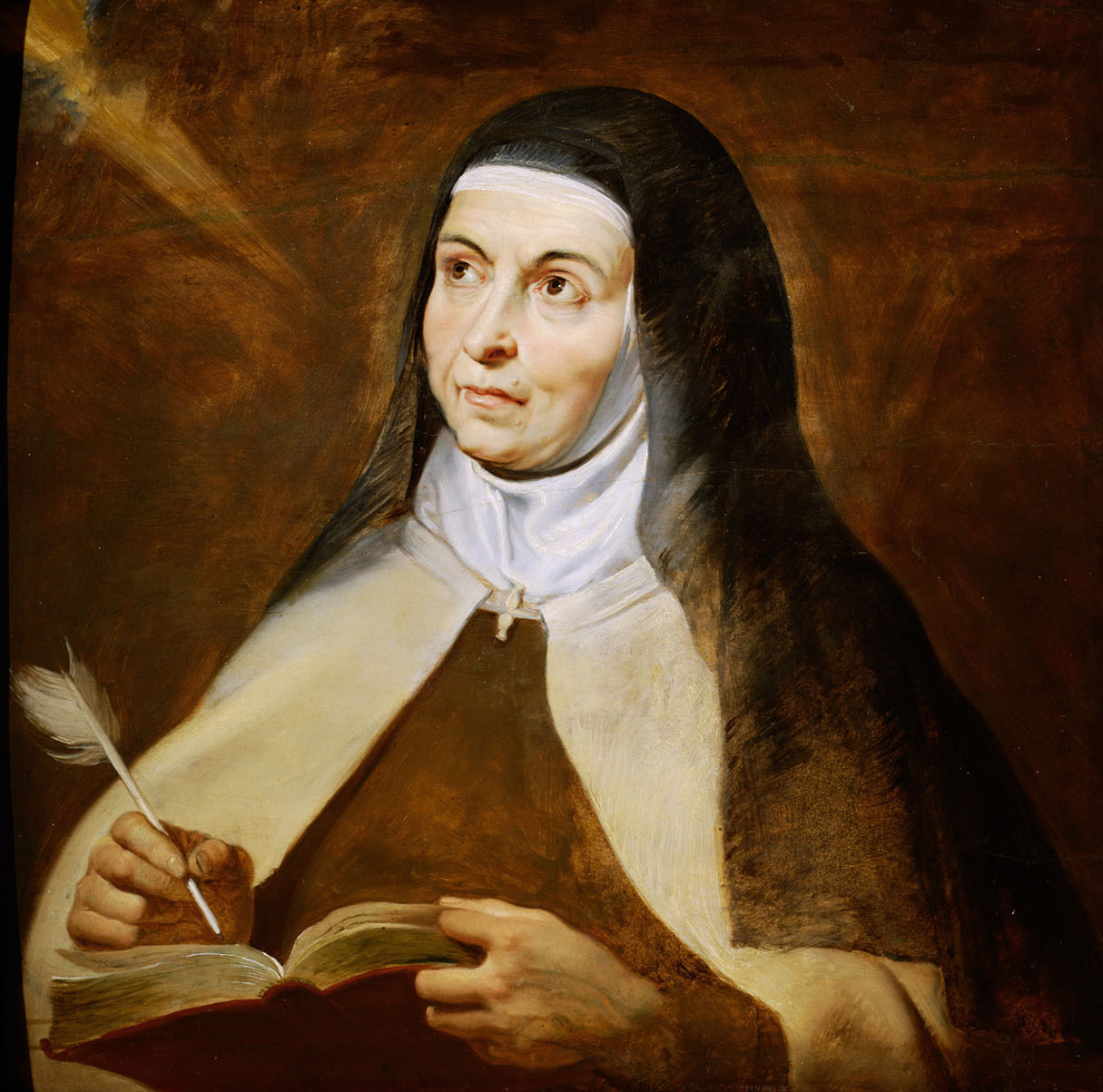
Святая Тереза Авильская. Питер Пауль Рубенс

Семья Терезы была весьма знатна и богата и состояла в родстве со многими благороднейшими домами Кастилии.
В детстве Тереза была весьма впечатлительным ребёнком и отличалась глубокой набожностью. Она уже в возрасте 6 лет выучилась читать. Любимой её книгой было собрание житий святых и мучеников. Однажды она даже вместе с братом Родриго убежала из дома, чтобы отправиться в мусульманские земли для проповеди Христа, но беглецов тогда быстро нашли. Затем эти мечты сменились мыслью о монашеском призвании, которая лишь укрепилась после смерти матери, скончавшейся, когда Терезе было 12 лет. Несмотря на мысли о монастыре, Тереза в юности не оставалась в стороне от светских увлечений: она сильно увлеклась рыцарскими романами и даже сама написала один. Её отец и слышать не хотел о монашестве: знатная, умная и красивая девушка, по его мнению и мнению общества, могла составить блестящую и выгодную партию какому-нибудь знатному дворянину. Однако в возрасте 20 лет Тереза решилась на рискованный шаг: она тайно бежала из дома и поступила в кармелитский монастырь Воплощения в Авиле, приняв при этом монашеское имя Тереза Иисусова (Тереса де Хесус).
В первые годы в монастыре Тереза тяжело заболела: её разбил паралич, и её даже вернули из монастыря умирать в отчий дом. Однако Тереза сумела оправиться и вернулась в монастырь. Постепенно она превратилась из юной девушки в мудрую и зрелую монахиню, вокруг неё сформировался круг людей, обращавшихся к ней за духовными советами, как в монастыре, так и за его стенами. В этот круг входил и отец Терезы, примирившийся в конце концов с выбором дочери.

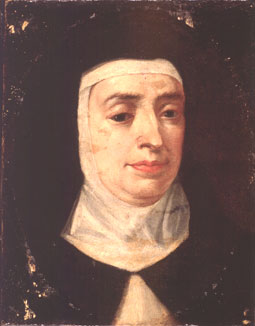
Святая Тереза. Неизвестный художник

Вторая половина жизни Терезы была посвящена главным образом созданию новых кармелитских монастырей и написанию книг. Она умерла в 1582 году во время очередного путешествия, в монастыре Альба де Тормес.

## Реформа
Тереза Авильская вошла в историю, как преобразовательница испанского кармелитского монашества. Ряд принципов реформирования монашеской жизни Тереза почерпнула у своего духовника, святого Петра Алькантрийского, создателя ветви босоногих францисканцев. Наблюдая за жизнью монастыря, в котором было более 200 сестёр и где она провела более 20 лет жизни, видя явления, далёкие от идеала монашества, она пришла к выводу, что монашескую жизнь можно было бы лучше организовать в небольших общинах. Терезе пришлось долго бороться за право основать свой монастырь по новому уставу, пока наконец она не добилась разрешения от папы Пия IV.
Первый небольшой монастырь, в котором Тереза стала настоятельницей, появился в 1562 году в Авиле, родном городе Терезы, и получил имя св. Иосифа. В нём было всего 12 сестёр, по числу апостолов. Монастырь Святого Иосифа посещал генеральный настоятель кармелитов Х. Рубео, который одобрил реформу. Это позволило продолжить создание реформированных кармелитских монастырей, новые монастыри появились в Медина-дель-Кампо (1567), Малагоне и Вальядолиде (1568), Толедо и Пастране (1569), Саламанке (1570), Альба-де-Тормесе (1571), Сеговии (1574), Ваеасе и Севилье (1575), Караваке (1576). За 20 лет (1562—1582) Тереза Авильская прошла пешком 5600 километров по всей Испании. К моменту смерти Терезы в Испании было уже 16 таких же общин, ставших ядром новой ветви кармелитского монашества — «босоногих кармелиток», ставивших своей целью возвращение к ранним идеалам Кармеля: строгости и простоте. Вскоре появились и мужские монастыри, создание которых стало итогом деятельности святого Иоанна Креста, встречавшегося с Терезой Авильской и считавшего себя последователем её реформаторских принципов.

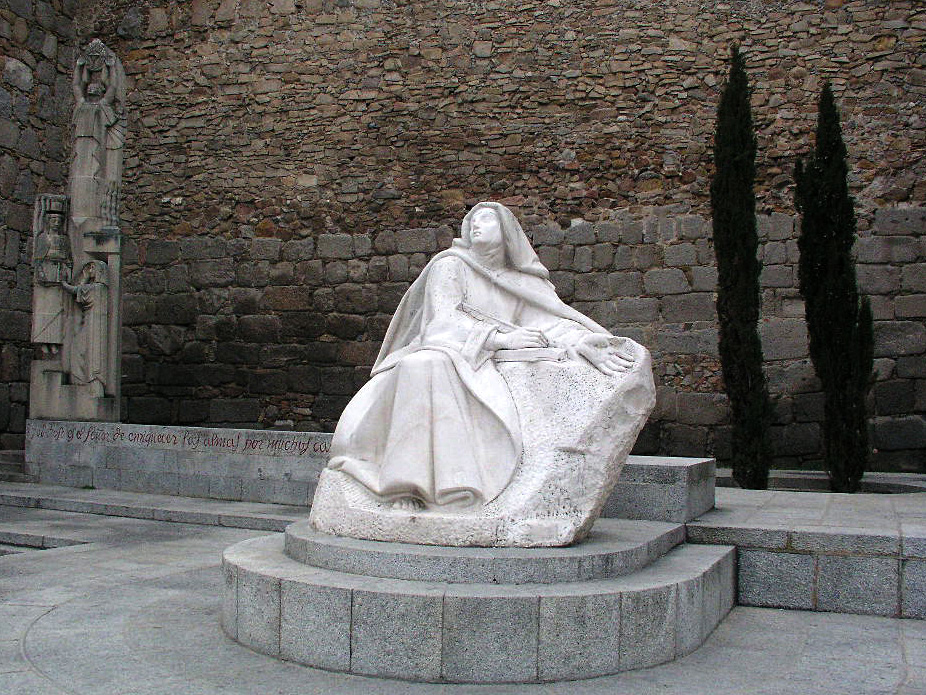
Статуя Терезы Авильской в Авиле

Реформа св. Терезы сталкивалась с сильным противодействием некоторых представителей церковных властей, папский нунций намеревался уничтожить монастыри босоногих кармелитов, переподчинив их нереформированному ордену, а саму св. Терезу называл «надоедливой женщиной-бродягой, посвятившей себя сочинению книг вопреки повелению апостола Павла: „жёны ваши в церквах да молчат“, и основанию монастырей без папского разрешения». Автобиография Терезы была конфискована инквизицией, а запрет на её публикацию был снят только в 1586 году, через четыре года после смерти автора. Тем не менее, в 1580 году папа Григорий XII утвердил разделение ордена кармелитов на две части, тем самым официально признав «босоногих кармелитов».

## Литературная деятельность
Как описывала позднее Тереза в своих книгах, жизнь в монастыре подарила ей необычный духовный и мистический опыт. Ей были явлены видения Сына Божия и херувима, пронзившего её сердце огненным копьём. Мистикой проникнуты и сочинения святой Терезы.
Писать Тереза начала более по послушанию, нежели в силу желания. Ко времени начала литературной деятельности ей было уже более 50 лет, но за сравнительно небольшой отрезок времени она сумела оставить после себя большое литературное наследие, фактически став не только первым богословом-женщиной в истории Католической церкви, но и первой испанской писательницей. Под влиянием книг св. Терезы находились многие католические авторы, в том числе Альфонс Лигуори и Франциск Сальский. В значительной мере Терезе Авильской принадлежит заслуга в создании литературного испанского языка, автобиография Терезы Авильской занимает второе место по числу переводов и переизданий на другие языки среди всех испаноязычных книг после «Дон Кихота».
Почему они хотят, чтобы я писала? Пусть этим занимаются люди ученые, которые учились, а я неученая и писать не умею; в конце концов я вместо одного слова напишу другое… пусть меня оставят сидеть за прялкой, заниматься хором и исполнять обязанности монашеской жизни вместе с другими сестрами. Я не рождена для того, чтобы писать, для этой работы у меня нет ни здоровья, ни головы…

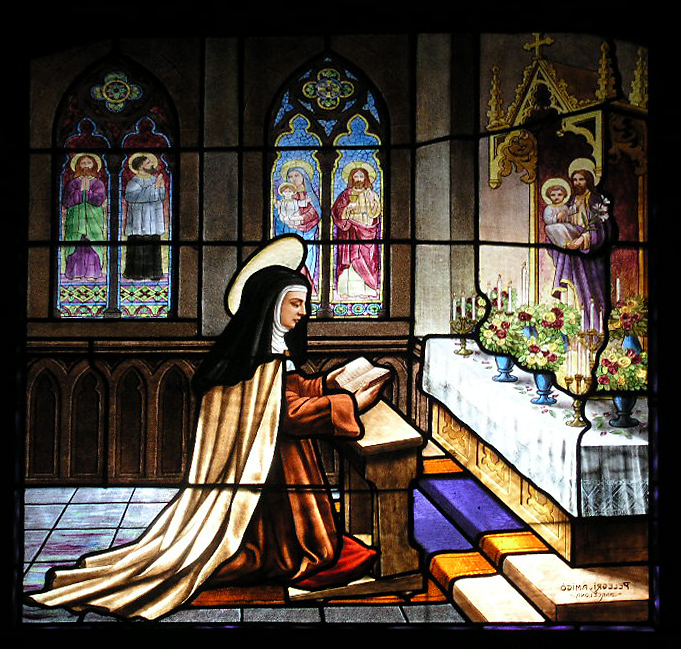
Витраж в монастыре св. Терезы, Авила

Самой значительной книгой Терезы стал «Внутренний замок». В этом мистическом трактате она изображает душу как замок с многочисленными комнатами, в центре которого находится Христос. Тот, кто преуспеет в жизни во Христе и в молитве, переходит из одной обители в другую, пока не пройдет, наконец, в самую сокровенную комнату. При этом каждому переходу из обители в обитель соответствует своя особая молитва.
В «Книге оснований» Тереза описывает свою деятельность по созданию кармелитских монастырей.

### Произведения
- «Автобиография» (или, в других переводах, «Моя жизнь» или «Книга о моей жизни») (La vida, 1562—1565)
- «Совершенный путь» или «Путь к совершенству» (Camino de Perfección, 1562—1564)
- «Размышления на Песнь Песней» (Meditaciones sobre los Cantares, 1567)
- «Книга оснований» (Libro de las Fundaciones, 1573—1582)
- «Внутренний замок» (El Castillo Interior, другое название Las Moradas, 1577)

Перу Терезы принадлежат также несколько небольших нравоучительных сочинений, около 40 стихотворений и множество писем.

## После смерти
После смерти тело монахини было захоронено в гробнице монастыря Авилы в серебряном гробу, обрамлённом мрамором. Чтобы добраться до него, требуются 10 ключей, которые разделены по группам и находятся у разных людей в разных городах: три ключа для открытия внешних ворот, три — для открытия гробницы и четыре — для открытия гроба. Тело святой эксгумировали для выставления на обозрение в 1760, 1914 и 2024 году, всё это время оно оставалось нетленным. В 2025 году на основе антропоморфных измерений, рентгеновских снимков и живописного портрета монахини учёные реконструировали лицо Святой Терезы, которое Орден босых кармелитов воплотил в терракотовый бюст.
Святая Тереза была беатифицирована в 1614 году папой Павлом V и канонизирована в 1622 году папой Григорием XV. В 1970 году была причислена папой Павлом VI к числу Учителей Церкви, и стала (вместе с Екатериной Сиенской) первой женщиной, удостоенной этого титула. День её памяти отмечается Католической Церковью 15 октября. Тереза Авильская — однa из двух главных святых покровителей Испании наряду с апостолом Иаковом. Исключителен вклад святой Терезы в развитие кармелитской духовности, католической богословской мысли и испанской литературы.
В честь святой Терезы назван старинный десерт испанской кухни — Желтки святой Терезы, центром производства которого является город Авила.

## Отношение не-католиков к личности и мистике Терезы Авильской
Личность и мистический опыт святой Терезы критикуется рядом русских православных богословов, в частности, святителем Игнатием (Брянчаниновым), диаконом Андреем Вячеславовичем Кураевым, профессором МДА Алексеем Ильичом Осиповым.
Поэт-символист Дмитрий Сергеевич Мережковский в своей книге «Испанские мистики» приводит перевод отрывка из «Автобиографии» святой Терезы, в котором говорится о явлении ей Ангела и трансверберации. Ряд исследователей отмечает, что эта книга Мережковского содержит множество фактических ошибок, спорных суждений и фантастических домыслов.
Американский психолог Вильям Джемс, активно занимавшийся парапсихологическими опытами и спиритизмом, сводил её мистический опыт к «бесконечному любовному флирту между поклонником и его божеством»